# Francesca Graham
Francesca Graham (* 20. September 1993) ist eine neuseeländische Handballnationalspielerin, die sowohl für die neuseeländische Nationalmannschaft im Hallenhandball als auch für die neuseeländische Nationalmannschaft im Beachhandball Länderspiele bestritt.

## Karriere
Graham übte in ihrer Heimat anfangs die Sportarten Touch Rugby, Volleyball und Netball aus, bevor sie das Handballspielen begann. In Neuseeland spielte die Rückraumspielerin in Wellington. Anfang des Jahres 2018 schloss sich Graham dem englischen Verein London GD Handball Club an, bei dem sie Hallenhandball und Beachhandball spielt. Mit der Beachhandballmannschaft von London GD nahm sie am EHF Beach Handball Champions Cup 2021 teil und belegte den elften Platz. Die nächste Auflage des EHF Beach Handball Champions Cups schloss sie mit London GD auf dem achte Platz ab. In den Jahren 2023 und 2025 nahm sie mit London GD an der European Beach Tour teil.
Graham nahm mit der neuseeländische Nationalmannschaft im Hallenhandball an der Asienmeisterschaft 2018 teil, die Neuseeland auf dem letzten Platz beendete. Für die Beachhandballnationalmannschaft belegte sie im selben Jahr den dritten Platz bei den Beachhandball-Ozeanienmeisterschaften, nachdem sie 2016 schon Vizemeisterin geworden war. Im darauffolgenden Jahr nahm sie mit der Beachhandballmannschaft am Harbour City Kaohsiung Cup in Kaohsiung teil.